# June Christy
June Christy, właśc. Shirley Luster (ur. 20 listopada 1925 w Springfield, zm. 21 czerwca 1990 w Sherman Oaks w Los Angeles) – amerykańska wokalistka jazzowa.
Do 1948 współpracowała z orkiestrą Stana Kentona, następnie rozpoczęła karierę solową. W 1947 poślubiła kolegę z orkiestry, saksofonistę tenorowego Boba Coopera, z którym dokonała kilku nagrań. Największe sukcesy odnosiła w latach 40. i 50. Wcześnie porzuciła karierę i na estradzie pojawiała się tylko okazjonalnie.
Najpopularniejsze nagrania: Tampico, How High the Moon, I Want to Be Happy.